# Oracle Database
Oracle Database (sovint referenciat com a Oracle RDBMS o simplement com a Oracle), és un sistema de gestió de bases de dades relacional (SGBDR) publicat per Oracle Corporation.
És una base de dades que s'utilitza habitualment per executar càrregues de treball de processament de transaccions en línia (OLTP), emmagatzematge de dades (DW) i bases de dades mixtes (OLTP i DW).Oracle Database està disponible per diversos proveïdors de serveis localment, al núvol o com a instal·lació de núvol híbrid. Es pot executar en servidors de tercers, així com en maquinari Oracle: Exadata localment, a Oracle Cloud o per client al núvol.
Oracle Database utilitza SQL per a l'actualització i recuperació de bases de dades.

## Versions d'Oracle Database (Oracle RDBMS)
- 1978: Oracle versió 1
- 1980: Oracle versió 2
- 1982: Oracle versió 3
- 1984: Oracle versió 4
- 1986: Oracle versió 5
- 1989: Oracle versió 6
- 1993: Oracle versió 7
- 1997: Oracle versió 8
- 1999: Oracle versió 8i
- 2001: Oracle versió 9i
- 2003: Oracle versió 10g
- 2007: Oracle versió 11g
- 2013: Oracle versió 12c